# 元延伯
元延伯（467年—516年10月3日），名广，字延伯，以字行，河南郡洛阳县（今河南省洛阳市东）人，魏道武帝拓跋珪玄孙，使持节、凉青梁夏济五州诸军事、济州刺史、牂牁侯元天琚长子，北魏宗室、官员。

## 生平
元延伯虚岁十八时以直后为起家官，加员外郎，之后承袭了父亲的爵位牂牁侯，很快转任襄威将军。熙平元年岁次丙申八月乙未朔廿二日丙辰（516年10月3日），元延伯在私人住宅中去世，虚岁五十，皇帝派遣谒者谭七宝追赠宁远将军、洛州刺史，熙平元年岁次丙申十一月甲子朔廿二日乙酉（516年12月31日）葬于长陵附近。